# Neopheosia japonica
Neopheosia japonica är en fjärilsart som beskrevs av Okano 1955. Neopheosia japonica ingår i släktet Neopheosia och familjen tandspinnare. Inga underarter finns listade i Catalogue of Life.